# Gomphus pryeri
Gomphus pryeri är en trollsländeart som beskrevs av Selys 1883. Gomphus pryeri ingår i släktet Gomphus och familjen flodtrollsländor. Inga underarter finns listade i Catalogue of Life.